# ایبرو ۳۷۳۹۱
سیارک ۳۷۳۹۱ (به انگلیسی: 37391 Ebre، نامگذاری:2001XB) سی و هفت هزار و سیصد و نود و یکمین سیارک کشف شده‌است که در ۱ دسامبر ۲۰۰۱ کشف شد.